# Sioux

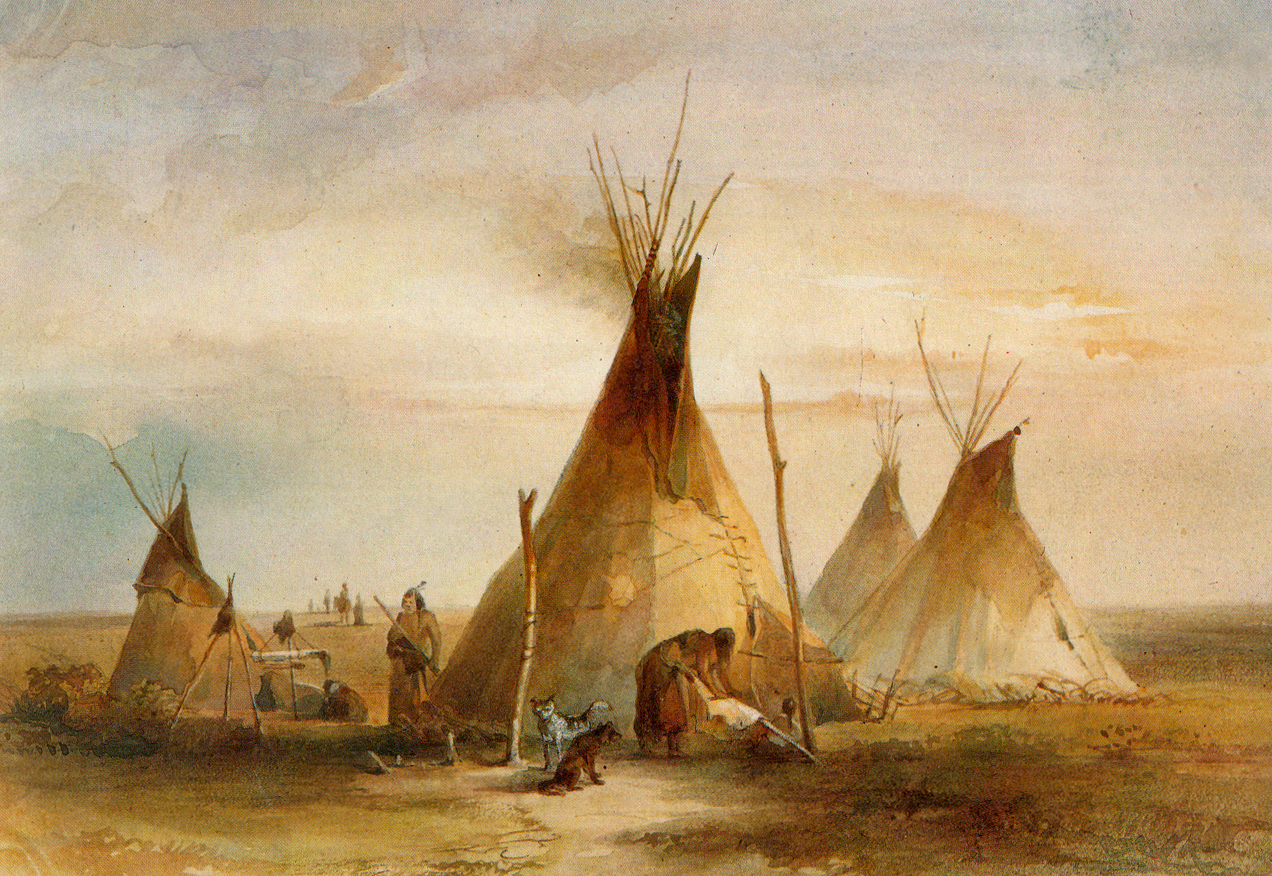
Tipier avbildade av Karl Bodmer cirka 1833.

Siouxer (uttalas so [ˈsuː]) har ända sedan 1600-talet använts som ett samlingsnamn på ett stort antal sinsemellan språkligt besläktade nordamerikanska ursprungsfolk. I senare tid avser begreppet vanligen de egentliga siouxerna vilka på språkliga och historiska grunder kan indelas i tre huvudavdelningar: 

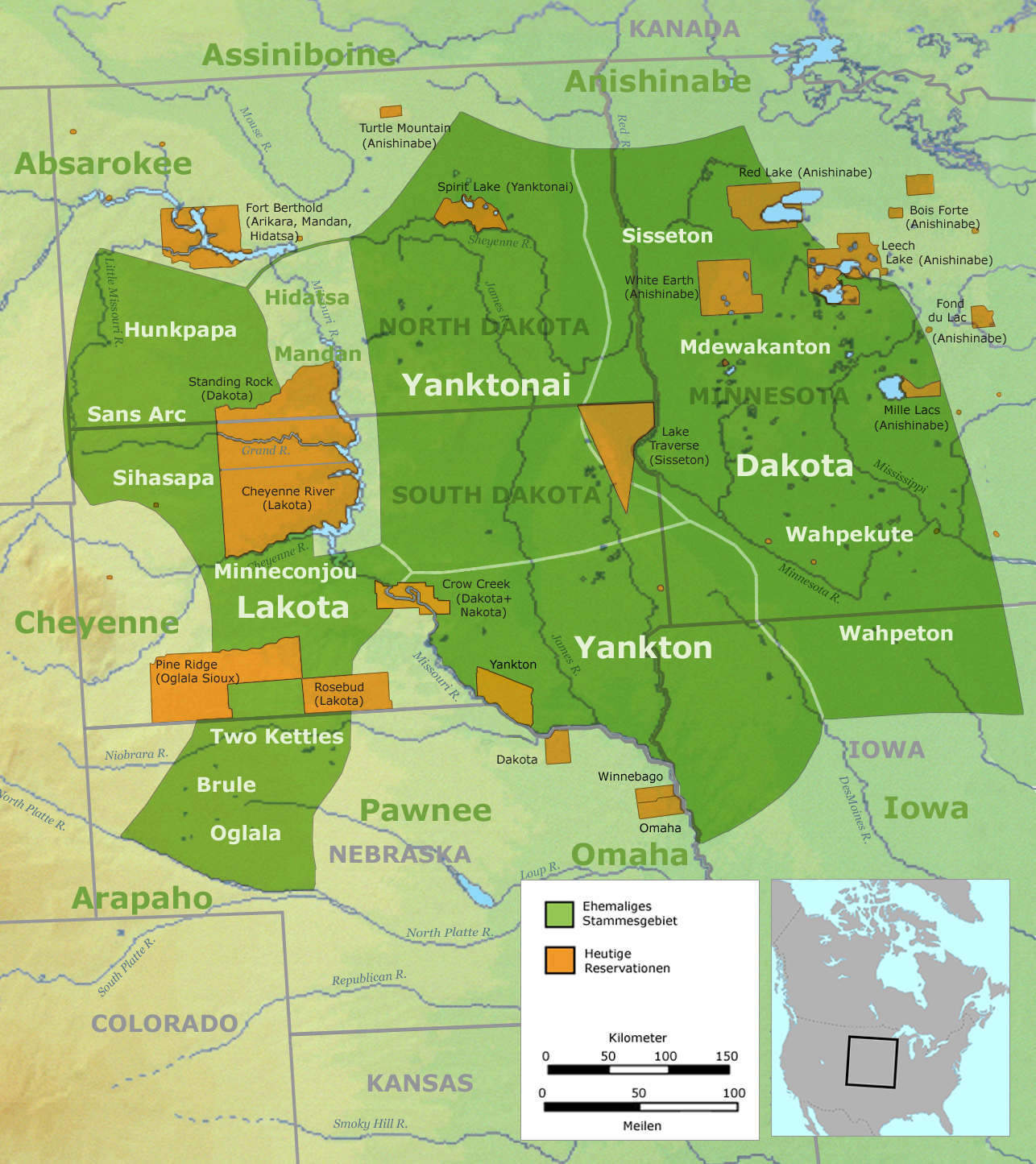
Siouxindianernas bosättningsområde. (Grönt = traditionella territorier. Orange = moderna reservat.)

- Östdakota, även kallade Santee-Sisseton (fyra stammar).
- Västdakota, även kallad Yankton-Yanktonai och, felaktigt, Nakota[1] (två stammar).
- Lakota, även kallade Teton (sju stammar).

Helheten kallades traditionellt av siouxerna själva Očhethi Šakówiŋ (de sju rådseldarna). Lakota, vars uppdelning i underavdelningar är av senare datum än de övriga gruppernas, räknas i det sammanhanget som en enhet. År 2000 fanns det enligt US Census Bureau i USA 153 360 personer som ansåg sig vara siouxer av något slag.

## Namnet
Ordet Sioux är ursprungligen en kolonialfransk förkortning för Nadouessioux, vilket i sin tur är en fransk skrivning av ojibwa-ordet Natowessiw (plur: Natowessiwak) eller nadoweisiwug. På ojibwa betyder det ungefär "små ormar". Namnet är alltså en nedsättande benämning använd av Ojibwa om ett antal urfolksstammar tillhörande Dakota/Lakota/Nakota-gruppen och med dem språkligt besläktade stammar, samt på en liten skallerormsart, Massasaugan (Sistrurus catenatus). På grund av detta finns det många bland Dakota, Lakota och Nakota som ogillar begreppet.

## Begreppets relativitet och omfattning
Uppdelning på mer eller mindre väldefinierade grupper vilka inte alltid haft lång varaktighet, och ofta senare kommit att ingå i nya sammanslagningar, är ett karakteristiskt fenomen för Nordamerikas indianer och inget unikt för siouxerna, som genomgått cykler av sådana splittringar och sammanslagningar under flera hundra år. Den nu gällande uppdelningen i tre huvudavdelningar är historisk sett minst lika mycket en produkt av klassificerings- och etiketteringsiver hos USA:s 1800-talsmyndigheter, som av indianernas egen verksamhet. Ytterst går den nuvarande officiella uppdelningen tillbaka till en utredning av amatörantropologen James Owen Dorsey (1848–1895), men som en officiell myndighetsrapport 1962 uttryckte saken:
”Eftersom siouxerna över tid haft en instabil socio-politisk struktur vilket lett till att nya stammar och band ständigt uppstått genom uppdelningar och sammanslagningar, kan en generell indelning endast ha relevans inom ett begränsat tidsspann ... Dorseys indelning är den som används för närvarande men den kan anses giltig endast för de senaste 150 åren av siouxernas historia.”

## Indelning
Siouxerna brukar delas in i tre huvudgrupper med sju stammar. Namnen på dessa tre huvudgrupper har kommit att börja ersätta termen sioux i allt högre grad. Dessa stammar utgjorde tillsammans före år 1600 ett förbund som kallades för Očhéthi Šakówiŋ (uttalas [oˈtʃʰetʰi ʃaˈkowĩ], ”de sju rådseldarna”) i dagens Minnesota. I dag kallas de tre grupperna ibland på engelska för Great Sioux Nation.

### Östdakota (Santee)
Santee (lakota: Isáŋyathi) eller santee-sisseton består av fyra stammar.
1. Bdewákhaŋthuŋwaŋ (Mdewakanton, ung. ”byn vid heliga sjön”)
2. Waȟpékhute (Wahpekute, ung. ”lövskyttar”)
3. Waȟpéthuŋwaŋ (Wahpeton, ung. ”byn bland löven”)
4. Sisíthuŋwaŋ (Sisseton, förleden okänd, efterleden ”-by, -stad”, jf. ovan)

#### Reservat
Bdewákhaŋthuŋwaŋ bor på reservat i Minnesota såsom Upper Sioux, Lower Sioux, Shakopee och Prairie Island. De flesta av dakotastammarna tillhör bdewákhaŋthuŋwaŋ och bor i Minnesota, men det finns även santeeindianer på reservat som Santee, Flandreau, Spirit Lake samt Fort Peck i Nebraska, South Dakota, North Dakota respektive Montana. Därtill bor även indianer tillhörande waȟpéthuŋwaŋ och sisíthuŋwaŋ på reservat såsom Sisseton, Spirit Lake, Sioux Valley, Moose Woods samt Standing Buffalo.

### Västdakota (Yankton-yaktonai)
Yankton-yaktonai har genom historien kallats för nakota, detta beror på att dialekten av dakota som talas av stammarna använder sig av suffixet -na där santee och lakota använder sig av -da respektive -la. Detta ledde till att missionärer applicerade detta på alla ord och förutsatte därmed att yankton- och yanktonaifolken kallade sig själva för nakota. Därefter har nakota ofta använts i litteratur och vissa lakota- och dakotaindianer har accepterat detta system under påverkan av litteraturen. Talare av yankton- och yanktonaidialekterna använder sig dock inte av termen nakota. Nakoda är emellertid endonymen för assiniboine och stoney. Dessa har dock inte associerats med lakota- och dakotaindianerna varken politiskt eller kulturellt för åtminstone fyra århundraden och språket är inte ömsesidigt begripligt med varken lakota eller dakota, och stoneyvarianten av nakoda är helt obegriplig för vederbörande. Således kan inte nakoda anses vara dialekter av lakota eller dakota. Yankton-yanktonai består av två stammar.
1. Iháŋktȟuŋwaŋ (Yankton, ung. ”byn vid slutet”)
2. Iháŋktȟuŋwaŋna (Yanktonai, ung. ”lilla byn vid slutet”)

#### Reservat
Yanktonindianerna bor på Yanktonreservatet i sydöstra South Dakota. Yanktonaiindianerna delas in i nedre yanktonai, som bor på Crow Creek och övre yanktonai som bor på norra delen av Standing Rock, på Spirit Lake i North Dakota, på östra delen av Fort Peck i Montana, samt på vissa kanadensiska reservat såsom Birdtail, Oaklake och Moose Woods.

### Lakota
Lakota är en egen stam som består av sju understammar. Dessa kallas även gemensamt för thítȟuŋwaŋ (”byn på prärien”) som vanligtvis transkriberas som teton. Denna term anses dock vara ålderdomlig av de flesta av dagens talare. I stället används termen lakota (Lakȟóta) av dem själva.
1. Oglála (Oglala, ung. ”strör omkring sig”)
2. Sičháŋǧu (Brulé, ung. ”brända lår”)
3. Mníkȟówožu (Minniconjou, ung. ”som sår nära vattnet”)
4. Itázipčho (Sans Arcs, ung. ”utan bågar”)
5. Sihásapa (Sihasapa, ung. ”svarta fötter”)
6. Oóhenuŋpa (Two Kettles, ung. ”två kok”)
7. Húŋkpapȟa (Hunkpapa, ung. ”huvudlägeringång”)

#### Reservat
Lakotaindianerna bor på följande reservat.
- Pine Ridge (oglála)
- Rosebud (sičháŋǧu)
- Cheyenne River (mníkȟówožu, itázipčho, sihásapa och oóhenuŋpa)
- Standing Rock (húŋkpapȟa)
- Lower Brule (del av sičháŋǧu, även kallade khulwíčhaša)
- Wood Mountain

## Språk

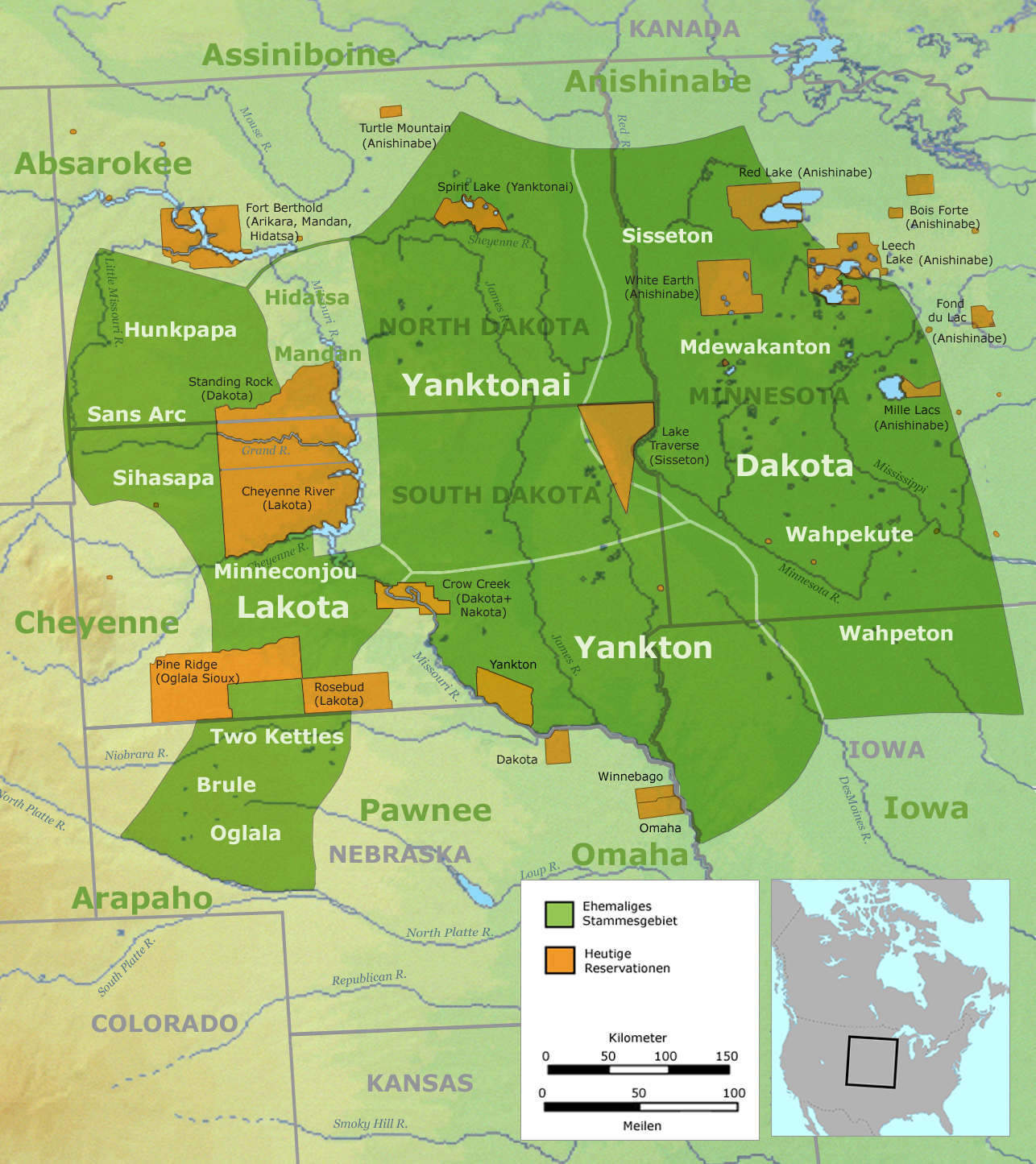
Siouxstammarnas utbredning och dialekter. (klicka för förstoring).

Språket sioux brukar delas in i lakota och dakota. Dessa kan ses som självständiga språk eller dialekter av varandra eftersom de är ömsesidigt begripliga. Dessa, i synnerhet dakota, kan i sin tur delas in i olika dialekter. Språken tillhör siouxfamiljen och är även besläktade med språk som assiniboine och crow. Dakota kan delas in i öst- och västdakota och därefter i santee och sisseton respektive yankton och yanktonai. Västdakota står i mitten av detta dialektkontinuum och ligger fonetiskt närmare västdakota men till ordförråd och grammatik sett ligger det närmare lakota. Det finns små dialektala skillnader mellan santee och sisseton respektive yankton och yanktonai. Lakota är trots sin stora utbredning relativt enhetligt både till ljudlära och ordförråd sett, och det finns några få ord som varierar mellan syd- och nordlakota. Dialekterna kan illustreras på följande sätt med några exempelord från New Lakota Dictionary. Notera hur orden på västdakota ofta ligger närmare lakota än östdakota men hur uttalsskillnaderna oftast ligger närmare östdakota.
| Svenska | Lakota     | Västdakota | Västdakota | Östdakota | Östdakota |
| Svenska | Lakota     | Yankton    | Yanktonai  | Santee    | Sisseton  |
| ------- | ---------- | ---------- | ---------- | --------- | --------- |
|         | Lakȟóta    | Dakȟóta    | Dakȟóta    | Dakhóta   | Dakhóta   |
| sjunga  | lowáŋ      | dowáŋ      | dowáŋ      | dowáŋ     | dowáŋ     |
| pojke   | hokšíla    | hokšína    | hokšína    | hokšída   | hokšína   |
| barn    | wakȟáŋyeža | wakȟáŋyeža | wakȟáŋyeža | šičéča    | šičéča    |
| knä     | čhaŋkpé    | čhaŋkpé    | čhaŋkpé    | hupáhu    | hupáhu    |

## Historia

### Tidig historia – fram till Lewis och Clarks expedition

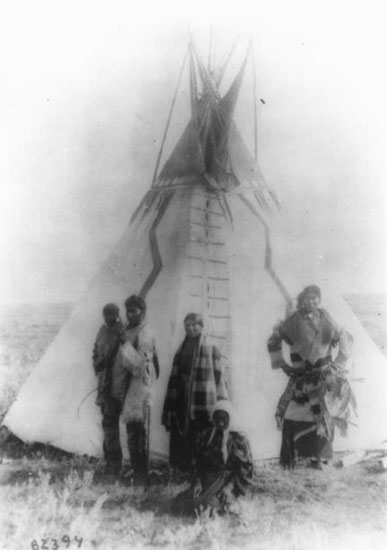
Assiniboinfamilij i Montana (c:a 1890–1891).

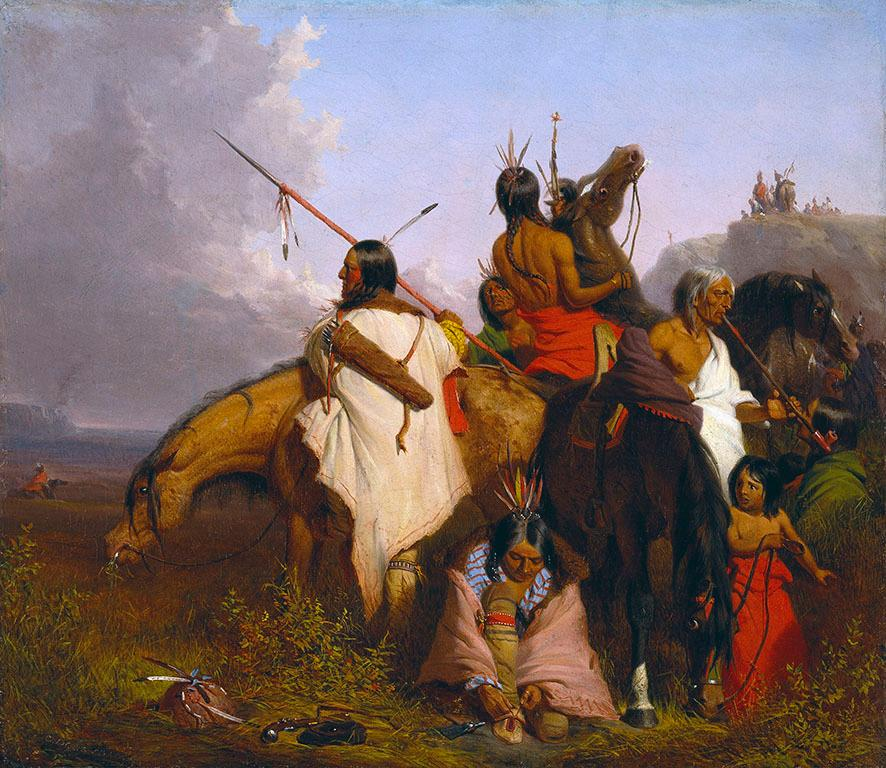
En grupp Siouxer porträtterade av Charles Deas 1845.

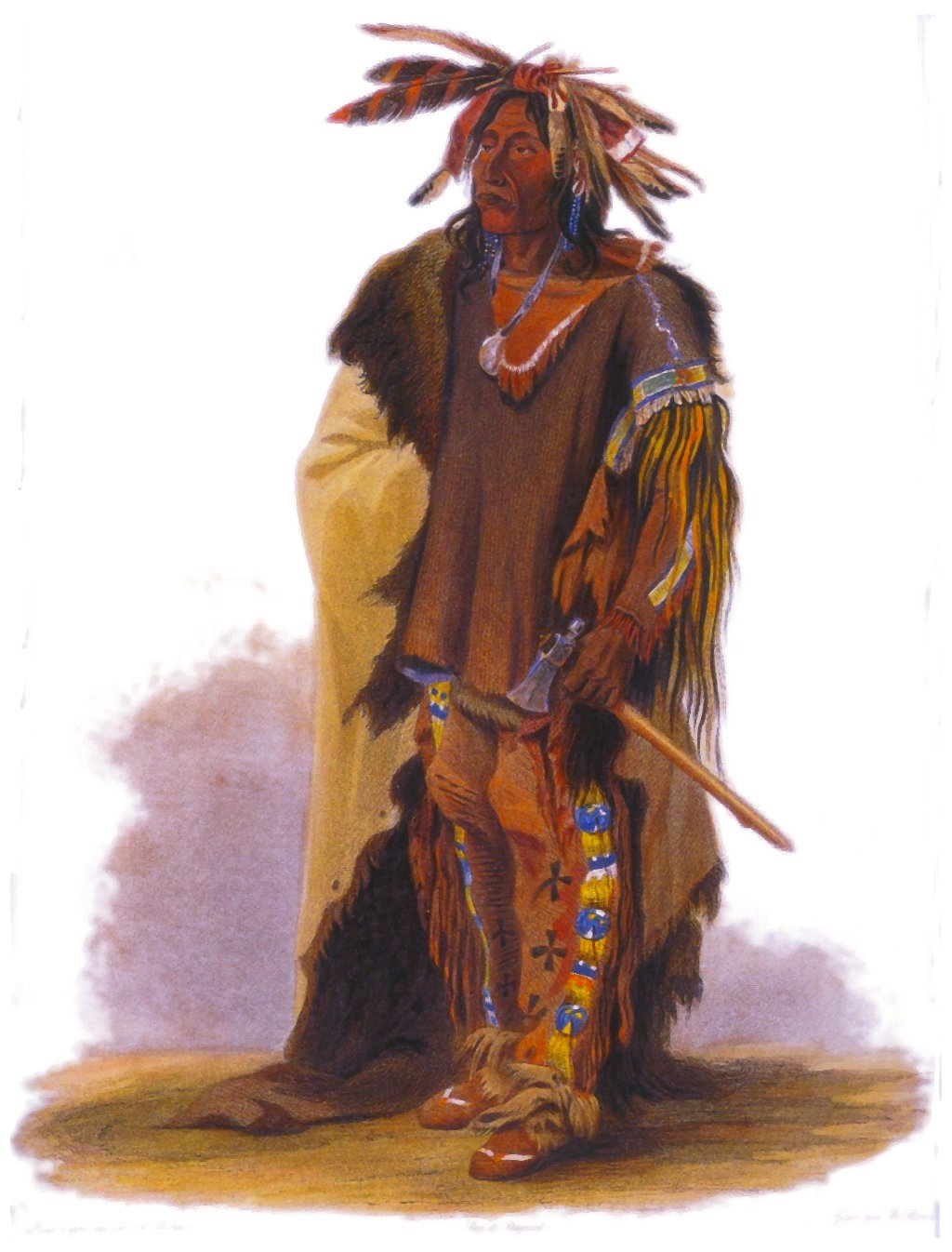
Yanktonsiouxen Wahktageli ("tapper krigare"), porträtterad av Karl Bodmer cirka 1833.

Begreppet sioux är något mindre flytande i sin språkhistoriska betydelse. Språkgruppen siouxspråk talas, förutom de ovannämnda egentliga siouxerna, av följande stammar som också har det gemensamt att alla vid någon tidpunkt i historien av olika författare inrymts under begreppet siouxer: 
- Assiniboiner
- Hidatsa
- Iowa
- Kansa
- Kråkindianer
- Mandan
- Missouri
- Omaha
- Osage
- Oto
- Ponca
- Quapaw
- Winnebago

Samtliga ovannämnda stammar hade sin ursprungliga hemvist öster om Missourifloden men alla har vid olika tidpunkter flyttat över Missouri och vidare västerut, dock inte alltid frivilligt. Historiska källor och arkeologiska fynd antyder att den frivilliga migrationen skedde i fyra vågor. Ordningen är man inte riktigt överens om i forskningen, bland annat för att språkliga likheter och olikheter antyder en annan ordning än övriga bevis. Det man är någorlunda överens om är att hidatsa, kråkindianerna och mandan utgjorde den första migrationsvågen och de egentliga siouxerna den sista.
Veterligen var den första vite mannen som kom i kontakt med siouxtalande indianer Jean Nicolet, sändebud och tolk (algonkinspråk) för den franske guvernören Samuel de Champlain och för ett antal franska handelsmän stationerade i Québec. Champlain hade själv redan 1615, som förste vit, nått fram till en av de stora sjöarna (Huronsjön) och 1634 kom Nicolet fram till Lake Michigan, där han vid Green Bay-viken stötte på winnebagostammen. Nicolet mötte också en annan siouxtalande grupp som han kallade ”Mascouten”, vilken inte har kunnat identifieras som någon av de stammar Dorsey mer än 200 år senare använde i sin klassificering. Nicolet erhöll av winnebagoerna också information om två andra siouxspråkiga grupper som fanns ”i närheten”, Dakota och Assiniboiner.
Begreppet Nadouessioux dyker för första gången upp 1642 i en redogörelse av jesuitprästen Jerome Lalemant. Han rapporterade att dessa höll till väster om Lake Superior  och ”liksom huronerna brukar jorden, odlar tobak och majs, och bor i stora byar med bättre försvarsanläggningar (än huronernas), då de ständigt är i krig med Kiristino (cree) och Irinon (illinois)".
De första européer man med säkerhet vet träffade på de egentliga siouxerna var Lalemants landsmän Medart Chouart och Pierre Radisson som 1661 vistades hos Ottawastammen, när dessa fick besök av siouxer, vilket ägde rum i närheten av nuvarande staden Hayward, Wisconsin. Exakt vilken siouxstam det var vet man inte, men av uppgifterna man fick framgick att siouxernas huvudområde då var i Minnesota och bestod av arton ”nations”.
Omkring 1680 nämns siouxerna i flera redogörelser, och de senare så välkända grupperna dyker nu upp för första gången: Isanti (santee/dakota), Hancton (yankton) och Tintonha (Teton/Lakota). Var de då befann sig redogörs det också för: Santee bodde huvudsakligen runt Mille Lac och mellan Mille Lac och Lake Superior, tetonsiouxerna höll till strax väster om dem. Av beskrivningen framgår att en mindre del av dakotaerna redan då befann sig väster om Mississippifloden, och en karta från 1697 placerar  ”pais des Sioux” mellan floderna Mississippi och Missouri. Några år senare meddelade den franske malmprospekteraren Le Sueur att tetonsiouxerna inte längre som tidigare drog sig tillbaka till vinterläger i skogsregionerna, utan stannade på prärien året runt och jagade buffel. De fortsatte förflyttningen västerut under de följande årtiondena.
Siouxernas successiva förflyttning västerut faller in i ett allmänt mönster som ytterst har att göra med européernas ankomst. De stammar som tidigast etablerat handelsförbindelser med européerna lyckades förvärva handeldvapen tidigare än andra stammar, vilket rubbade den traditionella maktbalansen mellan olika stammar påtagligt. Om inte assiniboinerna tidigt hade förvärvat skjutvapen, hade de knappast kunnat spela den dominerande roll i den nordliga handeln som de kom att göra. Siouxerna fick däremot vapen sent, och trycktes därför successivt västerut av cree och ojibwa som hade fler och modernare vapen samt hästar. Att siouxerna var många, och även fruktade som krigare av sina grannar, räckte inte för att uppväga det teknologiska underläget. På sin väg västerut tryckte siouxerna i sin tur mindre stammar framför sig. När de väl förvärvat hästar och fler vapen förändrade de i sin tur, med smittkoppornas hjälp, den gamla politiska strukturen vid Missourifloden, och öppnade därmed också vägen till prärien väster om floden, där de själva under en kort tid kom att bli en av de mest dominanta grupperna.
Den kedja av händelser som utlöste tetonsiouxernas förflyttning mot Missourifloden, hade att göra med handelskonkurrensen mellan brittiska och franska handelsmän. Fransmännen sålde skjutvapen i stora mängder till ojibwaerna, och britterna till cree och assiniboiner. Med ojibwaerna hade fransmännen sedan 1680 en överenskommelse om att inte sälja vapen i större mängder till siouxerna, eftersom dessa då skulle använda dem till att döda alla ojibwaer. Fransmännen gick med på detta, med villkoret att ojibwaerna måste hålla fred med siouxerna. Arrangemanget irriterade siouxerna, inte minst för att de upplevde att ojibwaerna i fortsättningen utnyttjade sitt övertag i eldkraft till att tränga sig in på siouxernas jaktmarker, och att de i realiteten ofta bröt mot ingångna avtal. När de franska handelsmännen av handelspolitiska skäl på 1730-talet började sälja vapen även till cree och assiniboiner, överskreds gränsen för vad siouxerna kunde tolerera. Vid ett överraskningsanfall mot den franska handelsstationen Fort St. Charles, belägen på en ö i Lac des Bois, dödade siouxerna 1736 ett tjugotal fransmän. Ojibwaerna reagerade i sin tur på detta genom att gå i krig mot de betydligt sämre beväpnade siouxerna som efter en serie förluster valde att flytta på sig.
Omkring 1740 hade Lakotasiouxerna nått fram till en linje som ungefärligen gick i nordlig–sydlig riktning längs Red River och fortsatte längs James River (då känd som Rivière aux Jacques) som når fram till Missourifloden, där gränsen numera går mellan South Dakota och Nebraska, vid den plats som nu heter precis som den siouxstam som där omkring år 1800 nådde fram till platsen, nämligen Yankton. Långt i norr, mellan White Earth River och Mouse River, hade siouxtalande assiniboiner redan tidigare slagit sig ned, ditlockade av Hudson Bay-kompaniets handelsstation vid den plats där Mouse River flyter samman med Assiniboine River. Men vägen till Missouriflodens dalgång spärrades av tre stora och militärt starka stammar, av vilka två, hidatsa och mandan, var siouxspråkiga medan den tredje, arikara, var caddospråkig och nära besläktad med pawneerna. 
Årtionden av krigföring mot försvarslinjen vid Missourifloden gav egentligen ingen utdelning, förrän de stora smittkoppsepidemierna mot slutet av 1700-talet (särskilt 1782 års epidemi) försvagat de tre bofasta missouristammarna till den grad att de inte längre kunde hålla siouxerna borta från Missouriflodens stränder. I ett brev, avsänt från New Orleans 12 december 1785 av den spanske generalguvernören Miro till Antonio Rengel, Commandante de Provincias Internas, skriver Miro att siouxer (sannolikt Lakota) slagit sig ner vid Missouris östra flodstrand och kontrollerar området österut till Des Moines River och norrut ända till Mississippiflodens källor. Jean Baptiste Truteau, en fransk agent för Missouri Company, bekräftade uppgifterna i samband med sin resa uppför Missouri 1794, och uppgav att hårda strider om kontrollen över området rasade mellan migrerande siouxer och de fåtaliga Arikara som överlevt smittkopporna.
Det finns dock motsägelsefulla uppgifter (av bland andra Truteau) som tyder på att siouxer redan i mitten av 1760-talet kan ha tagit sig förbi dessa stammars befästa byar över Missouri för att jaga buffel väster om floden. Uppgifter i en ifrågasatt Lakota-källa, en så kallad ”vinterräkning”, har tolkats så att Oglala nådde fram till Black Hills 1775 och under 1780-talet jagade bort de Cheyenner man stötte på där. Denna kronologi får dock inget stöd av cheyennernas traditioner, och motsägs direkt av rapportering från vita resenärer (Truteau 1796, Tabeau 1802, Lewis och Clark 1804–1806). Enligt de sistnämnda behärskade cheyennerna fortfarande Black Hills 1804, medan Oglala var bosatta i Missouriflodens dalgång mellan Cheyenne River och Smoke Creek, strax norr om Grand Detour.
När Lewis och Clarks expedition 1804 färdades uppför Missouri, kunde man alltså konstatera att lakotasiouxstammar på flera ställen nått fram till floddalen och slagit sig ner där: Teton Saone mellan Cannonball River och Maripa River, Minneconjou strax norr om Sentinel River, Oglala mellan Cheyenne River och Smoke Creek, och Sicangu vid Grand Detour. Yanktonsiouxerna hade också nått fram till Missourifloden vid James Rivers mynning och blev den första siouxgrupp som Lewis och Clark mötte. Dakotasiouxerna befann sig däremot fortfarande öster om James River.

### Missouriområdet från Lewis och Clark till Atkinson (1806–1825)

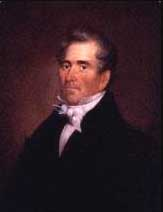
Manuel Lisa omkring 1818.

Efter Lewis och Clark, organiserades många fler expeditioner uppför Missouri och Mississippi. Inriktningen var, för Missouriområdets del, uttalat handelspolitisk. Manuel Lisa grundade Missouri Fur Company och startade under två expeditioner 1807–1809 flera nya handelsstationer. En ledande roll på 1810-talet togs av konkurrenten American Fur Company som med början 1811 ordnade ett flertal handelsexpeditioner uppför Missouri. De olika indianstammarna, inklusive siouxerna, befanns 1811 vara kvar på ungefär samma platser där de observerats av Lewis och Clark sju år tidigare. När kriget med Storbritannien bröt ut 1812, återkom Manuel Lisa till Saint Louis och rapporterade att de stammar, som vanligen bedrev handel med britterna, tyvärr fick anses vara i krig med USA. Han nämnde dock inte siouxerna, och hans assistent John Luttig rapporterade att han träffat fyra siouxhövdingar som var beredda att handla med Missouri Fur Company. Men i februari 1813, noterade Luttig i sin dagbok, att några anställda dödats av siouxer, och att läget var spänt.
Nästa expedition för att grunda nya handelsstationer ordnades därefter först 1821 av Lisas efterträdare Joseph Pilcher, som detta år tog sig upp till Big Horn River och där byggde Fort Benton. Två år senare fick William H. Ashleys expedition assistans av militären, och drygt 400 siouxer, efter att först ha blivit anfallna av Arikara under det så kallade Arikarakriget. Först därefter framgick det vad yanktonsiouxerna egentligen gjorde i området. De förföljde flyende Iowa som sökt skydd vid Missouri Fur Companys handelsplats i närheten av Fort Atkinson. År 1823 var siouxerna påtagligt på krigsstigen; hertig Paul av Württemberg rapporterade om att hela Poncastammen var på flykt, förföljda av en stor kontingent Sicangu.
Från samma år härstammar den första tillförlitliga rapporten (från Pilcher till Württemberg) om att en större mängd siouxer begett sig till Black Hills. Hertigen av Württemberg blev också den första som rapporterade att även den östligaste siouxgruppen, Dakota, 1823 nått fram till Missourifloden, efter att han vid White Rivers mynning träffat på en grupp av Sisseton som förmenades hålla till i Minnesota. Sissetonsiouxerna uppgav för Württemberg att de tidigare slutit fredsavtal med USA.
Formella fredsavtal slöts 1825 även mellan USA å ena sidan, ”Teton” (troligen sicangu) och yanktonsiouxer å den andra, i Fort Kiowa. Liknande avtal skrevs samma år vid Bad River med oglala och saoner. Man observerade därvid att saonerna inte bodde i tipis utan i likadana jordhus som arikara, mandan och hidatsa. USA:s representanter, general Henry Atkinson (1782–1842) och major O’Fallon var särskilt utsända för uppdraget fast det egentligen var aggressiva svartfotsindianer och arikara som var det konkreta problemet. Tanken var att man genom att formellt alliera sig med siouxerna och cheyennerna skulle utsätta de mot USA mindre välvilliga stammarna för press. Atkinson fortsatte på den linjen genom att vid Medicine Rock besöka Arikara tillsammans med representanter för hunkpapa- och saone-siouxerna. Resultatet blev att ett fredsavtal mellan alla parter skrevs på platsen, och att de stridigheter som pågått mellan Arikara och de olika siouxstammarna upphörde. Det är också från och med denna tid som lakotasiouxerna i sitt levnadssätt tydligt börjar avskilja sig från övriga grupper och blir prärieindianer.

### Siouxerna i Minnesota 1806–1825

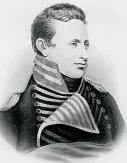
Zebulon Pike omkring 1810.

Efter Louisianaköpet återstod för USA problemet att få faktisk kontroll över det inköpta området. Särskilt problematiskt var att norra delen av Mississippiflodens dalgång och de närmaste omgivningarna militärt behärskades av britterna. USA skickade 1805 en rent militär expedition till området under befäl av löjtnant Zebulon Pike. Pike kunde dock med sina tjugo soldater inte göra mycket annat än att marschera runt i området med USA:s flagga. Siouxerna i området, som huvudsakligen levde vid stränderna av Minnesota River (då Saint Peters River), ställde sig på britternas sida och det gjorde de även när kriget mellan USA och Storbritannien bröt ut 1812.
Uppgifterna från Lewis och Clarks karta och Stephen Longs expedition 1817, gällande dakotasiouxernas ("Santee") exakta bosättningslägen, stämmer dåligt överens. Vad de kan enas om är att en del av Sisseton bodde längst i norr vid Big Stone Lake, som numera utgör en del av gränsen mellan delstaterna Minnesota och South Dakota. Long, vars uppgifter om Mississippifloden verkar vara tillförlitligare, säger också att det fanns ett sissetonband till vid Blue Earth River. Enligt Long var Mdewakanton uppdelade på fyra band, medan Wahpeton och Wahpekute endast bestod av ett vardera. Han noterar också att de två yanktonbanden lämnat området och att det ena av dem (Yanktonai) befann sig någonstans mellan Red River och Missourifloden, och att Yankton höll till vid den sistnämnda.
Mer exakt uppgav Long de geografiska lägena där de olika Dakotasiouxgrupperna kunde finnas så här:
- Mdewakanton: Längs Mississippifloden från Prairie du Chien till mynningen av Minnesota River och längs den floden till La Prairie du Francois (nu Shakopee).
- Wahpeton: Längs Minnesota River och Mississippi upp till mynningen av Rum River med jaktmarker även runt Ottertail Lake.
- Wahpekute: Väster om Mississippi och inte sällan också väster om Minnesota River mellan dess bifloder Chippewa River och Cannon River. Enligt Long jagade de dessutom ofta vid Des Moines River.
- Sisseton: Ett band vid Big Stone Lake och det andra vid Blue Earth River. De kunde enligt Long ibland återfinnas jagande en bra bit nordost om Big Stone Lake vid Crow River. Württemberg stötte dock 1823 på ett sissetonband vid White River, det vill säga väster om Missourifloden, vilket visar att Long förmodligen underskattade siouxernas rörlighet.

När det gäller Yankton-siouxerna är Long väldigt kortfattad:
- Yankton: Mellan Red River och Missouri.
- Yanktonai: "Vid Missouri" (öster om James River).

## På väg mot katastrofen – siouxerna och den europeiska koloniseringen (1826–1854)

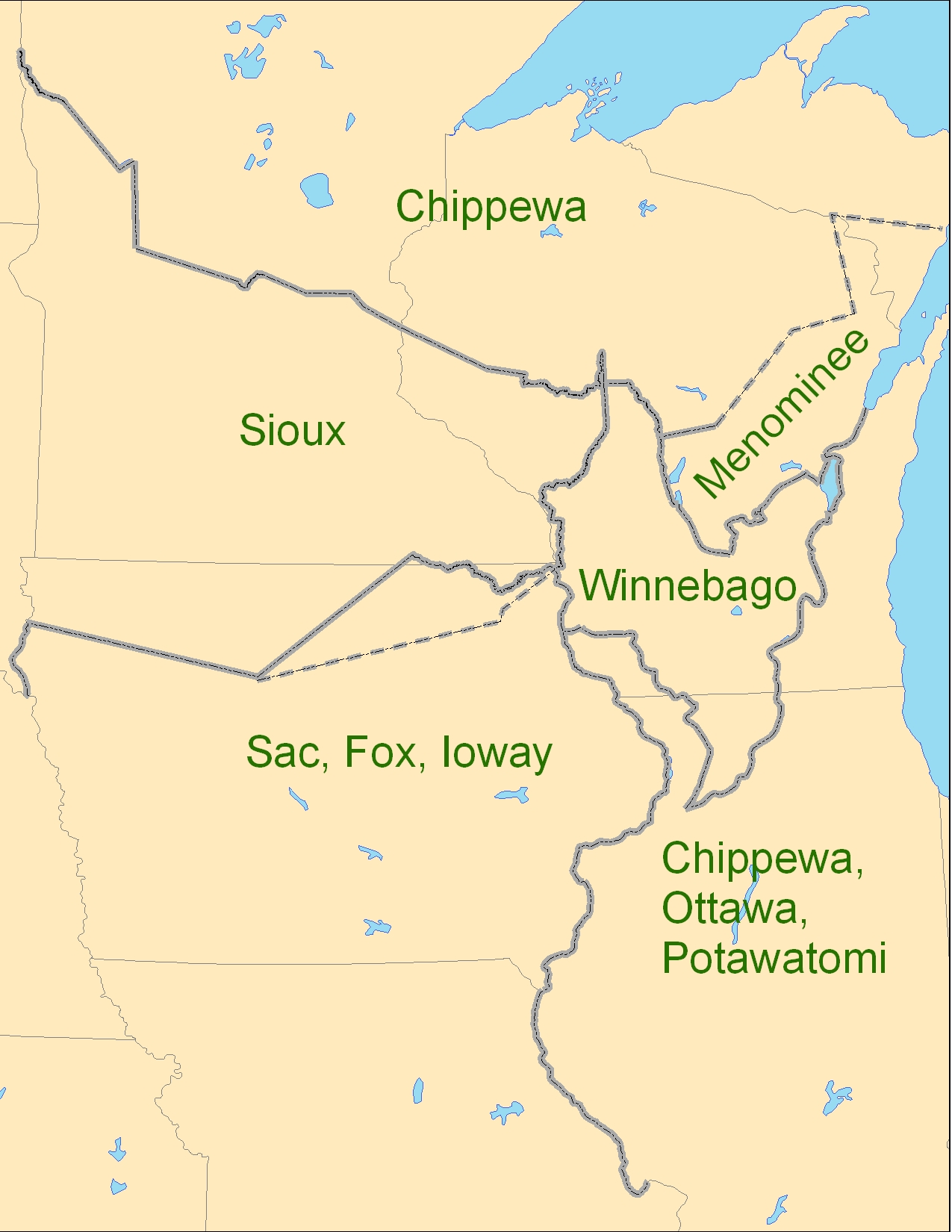
Fördraget i Prairie du Chien 1825 drog upp avgränsade nyttjandeområden med formella gränser för de olika Indiannationerna i den övre Mellanvästern.

Efter fredsavtalen i Fort Kiowa, Bad River och Medicine Rock kände sig många vita kallade att på olika sätt detaljerat kartlägga och beskriva Missouriområdets indianstammar. Som relativt pålitliga beskrivningar klassas i allmänhet de som lämnats av bland andra:
- Edwin Thompson Denig, pälshandlare för American Fur Company som vistades bland stammarna kring övre Missouri 1833–1856,
- Maximilian zu Wied-Neuwied, som reste omkring i området 1833–1834,
- Karl Bodmer, en konstnär i Maximilian zu Wieds tjänst,
- George Catlin, en konstnär som ägnade åtta år åt indianstudier i USA och besökte siouxerna 1833 och 1836, samt
- Charles Larpenteur, en pälshandlare som vistades vid övre Missouri 1833–1872.

Dessa vittnen och flera andra är relativt eniga om utvecklingens huvudlinjer. Enligt dem expanderade siouxerna kontinuerligt sitt intresseområde på prärien väster om Missouri. Huvudorsaken var att bufflarna snabbt minskade i antal, och siouxerna i takt med det utvidgade sina jaktmarker. Detta ledde till att konflikterna med andra stammar blev allt vanligare. Kråkindianerna tvingades lämna norra delen av Black Hills. Resterna av den en gång stora arikarastammen tvingades också retirera norrut. Tidvis utkämpades åren omkring 1840 mycket hårda strider mellan siouxer och assiniboiner om herraväldet över områdets nordligaste delar mellan Yellowstoneflodens mynning och White Earth River. Omkring 1845 hade lakotasiouxerna uppnått totalt herravälde över ett område från Yellowstonefloden i norr till Niobrara River i söder och i östlig–västlig riktning från Missourifloden till Black Hills.
Samtidigt gick det mindre bra för de östliga siouxerna. Bristen på bufflar var påtaglig öster om Missouri, och yanktonsiouxerna tvingades permanent hålla till i områden som tidigare varit den västligaste delen av deras jaktmarker, där det fortfarande fanns relativt gott om bison vid mitten av 1840-talet. Efter 1830 gick det inte längre att hitta vare sig bufflar eller yanktonsiouxer öster om James River, och efter 1844 rapporteras de vara så gott som försvunna även från området mellan James River och Missouri. Det var från ungefär den tidpunkten yanktonsiouxerna började utebli från förhandlingar med vita, och vid slumpmässiga möten uppvisade en tilltagande aggressivitet. Mot slutet av 1840-talet rapporteras att de också flyttat över Missourifloden och jagade mellan White River och Cheyenne River.

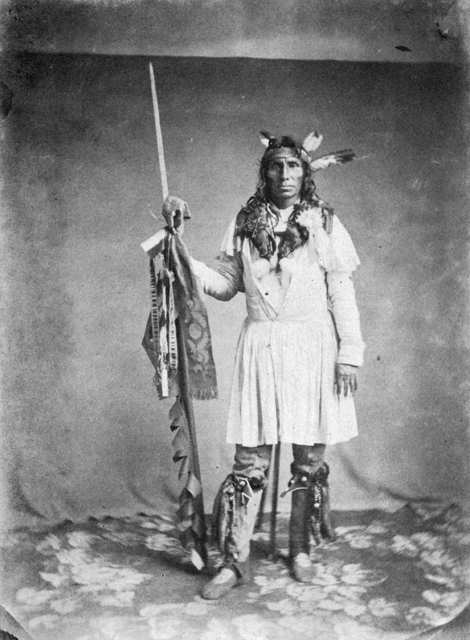
Taoyateduta, även känd som Little Crow.

Situationen för dakotasiouxerna i Minnesota var ännu sämre. De var i princip helt omringade av snabbt växande vita bosättningar och inflyttade nybyggare, som saknade både kunskap om och förståelse för urbefolkningarnas situation. Dakotasiouxerna hade dessutom successivt blivit alltmer beroende av understöd från USA:s myndigheter för att över huvud taget kunna överleva. Den medvetna spridningen av whisky bland indianerna, hade också blivit ett tilltagande problem och alkoholismen var utbredd. Mdewakanton-hövdingen Little Crow beskrevs i slutet av 1830-talet som "ett fyllo". Efter att ha blivit nykter alkoholist, undertecknade Little Crow 1851 det så kallade Mendota-avtalet. Enligt avtalet 1851 avstod dakotastammarna Mdewakanton och Wahpekute nästan hela södra Minnesota till USA i utbyte mot ett litet reservat och en kontant engångsersättning om 1,4 miljoner dollar. Avtalet accepterades aldrig av dakotaernas majoritet, och en militant utbrytarfraktion samlades efterhand under ledning av krigshövdingen Inkpaduta, som började förbereda väpnat motstånd mot de vita inkräktarna.
Även ute på prärien i väster började motsättningarna tillspetsas mot slutet av 1840-talet. Trafiken västerut längs Oregon Trail tilltog år för år, samtidigt som bison blev en allt ovanligare syn i området. Bägge parter var väl medvetna om sambandet mellan dessa fenomen. Mellan åren 1845 och 1849 ökade successivt antalet incidenter då siouxer, arapahoer och andra stammar började kompensera sig genom att stjäla boskap av immigranter på väg västerut. Då och då utbröt strid och enstaka immigranter dödades. En truppstyrka sändes till Fort Laramie 1845 för att beskydda vita som färdades längs Oregon Trail. Året efter dök pawneer och kråkindianer upp i området, då bufflarna tagit slut på deras vanliga jaktmarker. Siouxerna rapporterades 1846 ha inlett nya förflyttningar för att hitta bufflar. De gick in på shoshonernas område, men blev besegrade i en strid och drog sig tillbaka. Året därpå (1847) resulterade siouxernas frustration i ett våldsamt angrepp på de med vita erkänt samarbetsvilliga pawneerna, av vilka 216 dödades. Guldrushen 1849 förvärrade situationen ytterligare. Antalet vita resenärer längs Oregon Trail ökade mångdubbelt 1849–1851, och 1854 var bufflarna i stort sett försvunna öster om Black Hills. Samma år utlöste en halt ko den händelsekedja som via Grattanmassakern ledde till de nordamerikanska indiankrigens slutfas.

### Röda molnets krig

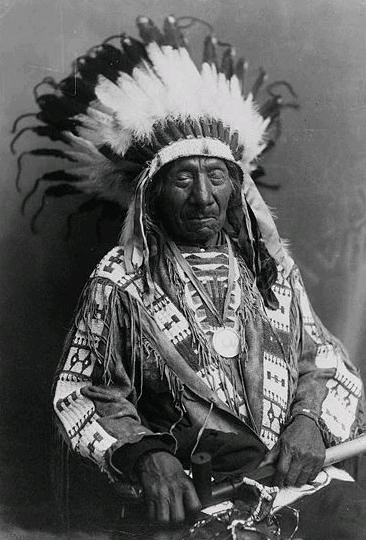
Röda molnet.

Under 1860-talet trängde de vita i allt större skaror in på indianernas territorium. Enligt ett fördrag från 1851 hade Förenta staterna rätt att upprätta begränsade vägar och militärposter i området kring Klippiga bergen, nutida Wyoming. Detta började i allt större skala utnyttjas efter 1863 då guld upptäcktes i Montana. Ett möte mellan amerikanerna och bland annat siouxerna kom till stånd under våren 1866. I Powder River området levde siouxer och andra indianstammar. I detta område ville nu amerikanerna upprätta en rad militärposter, för att skydda den väg som gick genom området. Röda molnet var med på mötet och var ursinnig över att nya fort höll på att byggas utan att Lakota-indianerna ännu godkänt detta. Han lämnade mötet med sina anhängare och lovade motstånd mot alla vita som försökte använda vägen eller ockupera Powder River-området.
Tre fort hade börjat byggas av amerikanska armén. Fort Reno, fort Phil Kearny och fort C. F. Smith. Snart var det som kom att gå under namnet "Röda molnets krig" igång. Det skulle bli det mest framgångsrika kriget indianerna i Nordamerika genomförde. Siouxerna började belägra fort Phil Kearny, en belägring som bestod i ca två år, den längsta tid nordamerikanska indianer upprätthöll en belägring. Brevbärare, handelsmän, bosättare och timmerhuggare anfölls konstant och kommunikationen för de vita led stora avbräck på grund av detta. Ett antal strider förekom där amerikanerna var hårt pressade. Den mest kända är den så kallade Fettermanmassakern där en amerikansk trupp på 81 man under kapten William J. Fetterman vid en understödsoperation för timmerhuggare blev omringade och nedhuggna till siste man. I en senare strid den 2 augusti 1867 lyckades en amerikansk trupp försvara sig i fem timmar mot anfallande indianer. Detta gjorde de bakom en vagnkorgsformation varför slaget kallas Vagnkorgsstriden. Soldaterna hade här nya snabbladdade gevär vilket underlättade försvaret. Innan indianerna satte in sitt slutliga anfall kom undsättningen från ett av forten. 
Slutligen skickades fredsförhandlare från Washington. Det brukar sägas vara enda gången i amerikansk militärhistoria som den amerikanska armén inte hade några andra krav än fred. Forten övergavs och Röda molnet hade segrat, forten brändes ner omgående. I fredsfördraget från 1868 stod att "Ingen vit man skall tillåtas att slå sig ner där eller passera igenom området utan tillstånd från indianerna". Men det hela var förstås bara tillfälligt. Uppgörelsen gav amerikanerna tid att planera och bygga ut järnvägen som skulle komma att ge USA ett framtida övertag som var oåterkalleligt och snart strömmade nya vita bosättare in i området. Röda molnet blev den enda indianhövding som vann ett stort krig mot USA, han levde sedan resten av sitt liv fredligt i reservatet fram till sin död 1909 och blev en av de viktigare Lakota-ledarna.

### Siouxerna efter Wounded Knee 1890

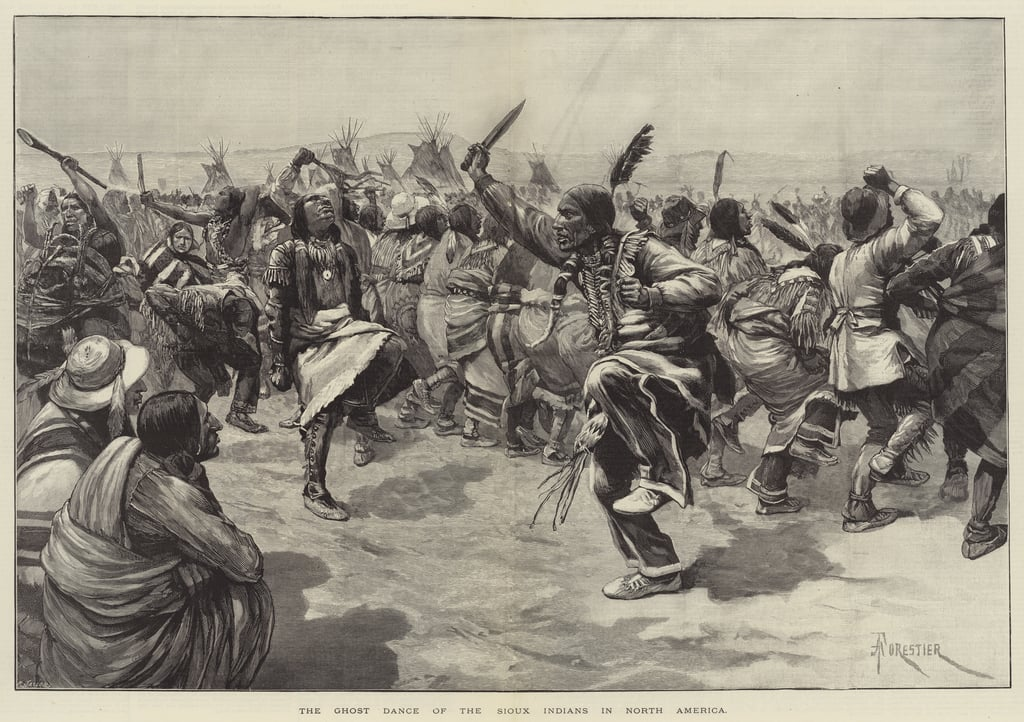
Siouxer dansande andedansen, en ceremoniell dans inom den kortlivade nya religion som växte fram under 1880-talet. Religionen upphörde i och med massakern vid Wounded Knee.

Wounded Knee är en by i indianreservatet Pine Ridge i South Dakota.
Långt innan kriget på prärien nådde sin faktiska slutpunkt, massakern vid Wounded Knee 1890, hade arbetet med att tvångsförflytta siouxerna till indianreservat påbörjats. I samband med en fredsförhandling i Fort Laramie 1868 som i praktiken ledde till en tillfällig vapenvila presenterades The Great Sioux Reservation för lakotasiouxerna som en lösning på deras och USA:s problem. Reservatet omfattade västra delen av South Dakota, det så kallade West River-området, och det som senare blev Boyd County i Nebraska. Vid nästa fredsslut 1877 krympte reservatet påtagligt, bland annat förlorade siouxerna Black Hills som övertogs av USA. Året före massakern vid Wounded Knee, det vill säga 1889, delades reservatet upp i sex delar. Fem delar, som utgjorde nya separata reservat fick indianerna behålla, och ungefär halva reservatet, cirka 36 000 kvadratkilometer, delades ut till vita uppköpare och inbyggare. Formellt fick siouxerna drygt 11 miljoner dollar i ersättning men största delen av de pengarna såg de aldrig något av. Det mesta användes nämligen för att täcka myndigheternas administrativa kostnader. Eftersom indianerna var underställda Bureau of Indian Affairs samt av myndigheten utsedda styresmän och inte fick rösträtt i USA förrän 1924 hade de inga möjligheter alls att påverka processen.
Genom successiv ombildning till privata ägolotter, och därpå följande företagsuppköp, började reservaten krympa redan under 1930-talets depressionsår, och största delen hade försvunnit i början av 1960-talet, liksom de siouxer som bott där. En stor del hade flyttat in i städer där de levde i social misär. På något sätt hamnade stora landområden som tillhört reservaten i händerna på bland annat kraftbolag som byggde vattenkraftverk i Missourifloden. Under andra världskriget lade USA:s försvarsmakt beslag på en del som övningsområde, och efter kriget returnerades märkligt nog inte marken till siouxerna, utan gavs i stället till National Park Service som upprättade Badlands National Park på området.
I en uppmärksammad rättegång i början av 1960-talet krävde siouxerna åter stora landområden, som de förmenade sig ha besuttit sedan urminnes tid, och som tagits ifrån dem i strid med folkrätten. En statlig utredning, beordrad av justitiedepartementet, kom fram till att området förvisso hade besuttits av urbefolkningar sedan urminnes tid, men inte bara av siouxerna utan också av många andra stammar. Siouxernas anspråk avslogs därför. Det var i detta sammanhang lakotasiouxer började odla en myt som numera fått rätt stor spridning, nämligen att Black Hills är lakotasiouxernas urhem. En svagare variant av myten hävdar att siouxerna redan 1775 övertog den faktiska kontrollen över Black Hills, vilket dock inte heller är med sanningen överensstämmande. Historiska dokument visar otvetydigt att det ännu ett par generationer senare fanns både cheyenner och kråkindianer i Black Hills.
I början av 1973 utbröt oroligheter i Oglalareservatet i Pine Ridge,  där grupper för och emot reservatets dåvarande styrelse beväpnade sig och en grupp ockuperade bland annat minnesplatsen för 1890 års massaker. Vad ockupanterna ville uppnå var en högre grad av självstyre och frihet att idka en mer traditionell livsstil i reservatets utkanter. Två år senare, 26 juni 1975, inträffade en väpnad incident i reservatet. I en eldstrid mellan American Indian Movement (AIM) och polisen, dödades två FBI-agenter och en AIM-medlem. 
Problemen på Pine Ridge är inte på något sätt unika, men att det uppstod skarpt läge just där är ingen slump. Wounded Knee har ett stort symbolvärde, och det faktum att Pine Ridge dessutom ligger i en av USA:s fattigaste avkrokar gör inte publicitetsvärdet mindre. Siouxerna på Pine Ridge menar att det knappast kan vara enbart deras fel att 85 procent av invånarna där är arbetslösa, och att 97 procent av dem ligger under den federala fattigdomsgränsen, eller att medellivslängden för männen i reservatet är 47 år, och att spädbarnsdödligheten är fem gånger genomsnittet i USA.
USA:s högsta domstol fastslog 1980 i en uppmärksammad dom att USA:s förvärv av Black Hills på 1800-talet var olagligt. Siouxerna fick nämligen aldrig betalt. Högsta domstolen beordrade därför statsmakten att betala det ursprungliga priset med ränta, vilket blev över 100 miljoner dollar. Lakotasiouxerna vägrade acceptera beslutet och krävde, vilket de fortfarande gör, att Black Hills ska återlämnas till dem.